# Bellevue (Haarlem)
Bellevue is een voormalige buitenplaats in de Noord-Hollandse stad Haarlem, gelegen in de wijk Houtvaartkwartier in Haarlem Zuid-West. De buitenplaats bevond zich aan de Kleine Houtweg, aan de rand van de Haarlemmerhout en strekte zich uit tot het Spaarne. In 1801 werd het enige nog bestaande restant van de buitenplaats gebouwd, een tuinkoepel, die zich bevindt naast de buitenplaats Vredenburgh. Sinds 27 november 1969 is deze koepel aangewezen als rijksmonument.

## Geschiedenis
In de 17e eeuw was het terrein van de latere buitenplaats Bellevue in bezit van Jan Willemsz, een brouwer en eigenaar van bierbrouwerij De Leystar. Hij was de vader van Judith Leyster, een van de weinige vrouwelijke schilders in de Nederlanden tijdens de Gouden Eeuw, en het enige vrouwelijke lid van het Haarlemse schildersgilde. In 1682 stond op het terrein een klein, vierkant gebouw dat als buitenverblijf diende.
In 1801 was Maria Hoofman de eigenares van het terrein. Zij liet op het voormalige buitentje Overlaan, gelegen aan de Van Heythuijzenweg bij de Kleine Houtweg, een tuinkoepel bouwen. Deze koepel werd ontworpen door architect Abraham van der Hart, die ook verantwoordelijk was voor het ontwerp van het nabijgelegen Paviljoen Welgelegen en Huize Eindenhout. Van der Hart maakte ook een ontwerp voor een decoratie met medaillons, maar dit werd niet uitgevoerd.
De naam Bellevue werd in 1807 voor het eerst genoemd in een transportakte. In 1808 breidde Hoofman haar bezit uit door het zuidelijke deel van de aangrenzende buitenplaats Spaarnrust aan te kopen. Het hoofdgebouw van Spaarnrust werd vermoedelijk rond die tijd gesloopt. In de eerste helft van de 19e eeuw werd op het terrein een nieuw gebouw opgericht, dat waarschijnlijk niet direct aan het Spaarne was gelegen.
Vanaf 1896 werd het terrein geleidelijk verkocht aan katholieke instellingen, die hier later het ziekenhuis de Mariastichting vestigden. De bijgebouwen van het huis aan het Spaarne, in de 20e eeuw bekend als Rustoord (Van Heythuijzenweg 5) en Houtlommer (Van Heythuijzenweg 7), werden respectievelijk in 1930 en 1950 verkocht aan de Mariastichting.
Sinds de herontwikkeling van het terrein van de Mariastichting in het begin van de 21e eeuw, herinnert de straatnaam Bellevuelaan in het nieuwe stratenplan aan de voormalige buitenplaats Bellevue. Het pand is (anno 2025) in gebruik door een haarsalon.